# Cheiramiona hewitti
Cheiramiona hewitti är en spindelart som först beskrevs av Roger de Lessert 1921.  Cheiramiona hewitti ingår i släktet Cheiramiona och familjen sporrspindlar.
Artens utbredningsområde är Tanzania. Inga underarter finns listade i Catalogue of Life.